# Hans Tappenbeck
Hans Tappenbeck, né le 14 janvier 1861 à Wolsier, arrondissement d'Havelland-de-l'Ouest (province de Brandebourg) et mort le 26 juillet 1889 à Douala (Cameroun allemand), est un officier et explorateur allemand.

## Biographie

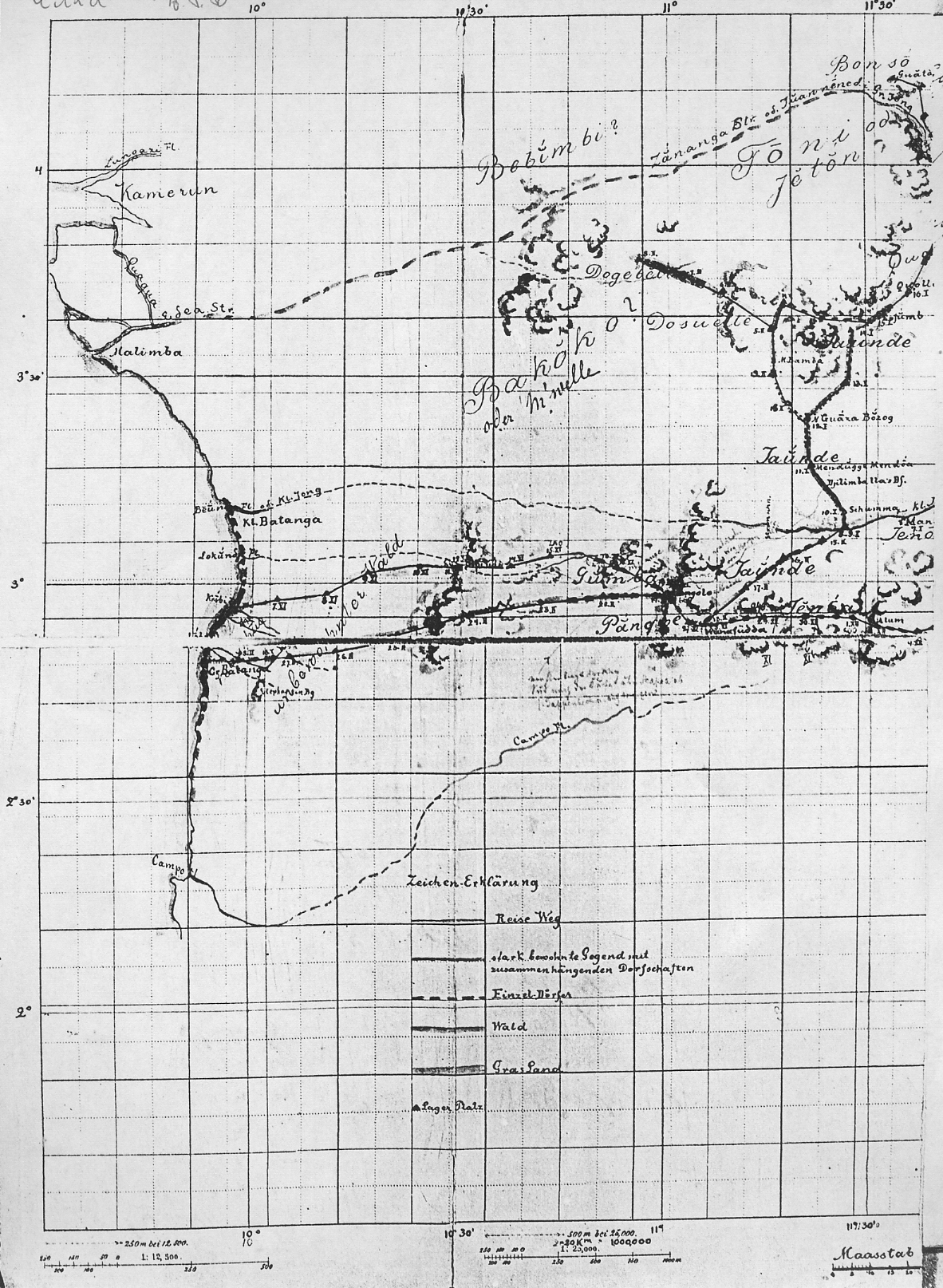
Tracé de l'expédition de Kund et Tappenbeck en 1888.

Tappenbeck est le fils d'un fonctionnaire régional. Il fait ses études au lycée de Louisenstädt à Berlin, puis à l'école des cadets de Culm. Il devient ensuite enseigne-porte-épée au 17e régiment d'infanterie et officier en 1880. Tappenbeck est en mission d'exploration entre 1884 et 1886 autour du fleuve Congo, puis à partir de 1887 dans l'arrière-pays du Cameroun allemand (Kamerun) avec Richard Kund. En novembre 1887, ils explorent la région de Bipindi jusqu'au fleuve Nyong et continuent ensuite jusqu'au fleuve Sanaga. Ils ont pour mission de conquérir Wataré, le village principal de la tribu des Vutes.
Tappenbeck fonde avec Kund, lors de leur seconde expédition qui a lieu dans le territoire des Ewondos, le poste de Jaundo, ou Jaunde, qui deviendra Yaoundé (capitale actuelle du Cameroun). Le poste sert essentiellement de poste d'observation scientifique, d'exploration de la faune et de la flore, en vue d'une éventuelle exploitation économique, et de point de départ pour d'autres expéditions. Tappenbeck part de Jaundo pour rendre visite, en tant que premier Blanc, au chef de la tribu influente des Vutes, Ngrang Gomtsé, qui réside à Ndoumba. Il explore l'intérieur du territoire plus profondément que ne l'avaient prévu les autorités de Berlin, ouvrant ainsi la voie à d'autres missions d'exploitation.
Le lieutenant Tappenbeck meurt du paludisme, contracté en mars, en retournant à Douala.